# Corymica specularia
Corymica specularia là một loài bướm đêm trong họ Geometridae.